# Dollar Bay
Dollar Bay – jednostka osadnicza w Stanach Zjednoczonych, w stanie Michigan, w hrabstwie Houghton.